# Joey Bishop
Joey Bishop (The Bronx, New York, 3 februari 1918 – Newport Beach, Californië, 17 oktober 2007), geboren als Joseph Abraham Gottlieb, was een Amerikaanse komiek en acteur.

## Levensloop
Bishop groeide op in Zuid-Philadelphia en na de middelbare school werkte hij als stand-upkomiek om de soldaten in de Tweede Wereldoorlog te vermaken. In 1941 trouwde hij. Hij had een zoon, regisseur en acteur Larry Bishop. Joey Bishop overleed op 17 oktober 2007 op 89-jarige leeftijd.

## Carrière
Bishop begon zijn carrière als stand-upkomiek in een act samen met zijn oudere broer Maury. Daarnaast was hij de gastpresentator van The Tonight Show Starring Johnny Carson.
In de jaren 50 raakte Bishop bevriend met Frank Sinatra, met als gevolg dat hij een lid werd van de Rat Pack, een groep entertainers die bestond uit Sinatra, Bishop, Dean Martin, Sammy Davis jr. en Peter Lawford. Hoewel hij aanzienlijk minder bekend was dan de andere Rat Pack-leden, was hij verantwoordelijk voor het komische materiaal tijdens de Rat Pack-concerten. Samen met de andere Rat Pack-leden trad hij op in Las Vegas en verscheen hij in de films Ocean's 11 en Sergeants 3.
Bishop kreeg meer bekendheid door in de Jack Paar's Tonight Show (1958-1962) te verschijnen. Daarnaast had hij zijn eigen sitcom The Joey Bishop Show (1961-1965). Tussen 1960 en 1966 trad hij regelmatig op als panellid en een enkele keer als mystery guest in het spelprogramma What's My Line. In 1967 presenteerde hij zijn eigen talkshow. Ook verscheen hij in 1960 in de door miljoenen mensen bekeken Frank Sinatra Timex Show, in de aflevering waar Elvis Presley in optrad.
De laatste film waarin hij speelde was Mad Dog Time, geregisseerd door zijn zoon Larry.

## Filmografie
- The Deep Six (1958)
- The Naked and the Dead (1958)
- Onionhead (1958)
- Ocean's 11 (1960)
- Pepe (1960) (cameo)
- Sergeants 3 (1962)
- Johnny Cool (1963)
- Texas Across the River (1966)
- A Guide for the Married Man (1967)
- Who's Minding the Mint? (1967)
- Valley of the Dolls (1967)
- The Delta Force (1986)
- Betsy's Wedding (1990)
- Mad Dog Time (1996)